# Coppa Italia Dilettanti 1982-1983
La Coppa Italia Dilettanti 1982-1983 è stata la 17ª edizione di questa competizione calcistica italiana. È stata disputata con la formula dell'eliminazione diretta ed è stata vinta dalla Lodigiani.
Dopo l'entrata in vigore della Legge n. 91 del 23 marzo 1981 che ha abolito il calcio semiprofessionistico, le squadre del Campionato Interregionale (5º livello nazionale, primo dilettantistico) partecipano a questa coppa, assieme a quelle di Promozione (1º livello regionale, 6º nazionale). Il torneo viene diviso in due "binari" per le due categorie fino ai quarti di finale, dove approderanno 3 squadre di Interregionale e 5 di Promozione.
L'edizione, come detto sopra, è stata vinta dalla Lodigiani, che superò in finale il Cuoiopelli; le altre semifinaliste furono Massese e Pro Cisterna.

## Fasi Interregionale e Promozione
Dalle due fasi eliminatorie sono giunte Cuoiopelli, Lodigiani e Massese (dal Campionato Interregionale 1982-1983), Medese, Pro Cisterna, Verdello, più altre due squadre (dalla Promozione 1982-1983).

## Quarti di finale
| Squadra 1          | Totale | Squadra 2      | Andata | Ritorno |
| ------------------ | ------ | -------------- | ------ | ------- |
| (TOS) Cuoiopelli   | 2 – 0  | Medese (LOM)   | 1 – 0  | 1 – 0   |
| (LAZ) Lodigiani    | 3 – 2  | Verdello (LOM) | 3 – 1  | 0 – 1   |
| (TOS) Massese      | ?      | ?              | ?      | ?       |
| (LAZ) Pro Cisterna | ?      | ?              | ?      | ?       |

## Semifinali
| Squadra 1        | Totale | Squadra 2          | Andata | Ritorno |
| ---------------- | ------ | ------------------ | ------ | ------- |
| (TOS) Cuoiopelli | 4 – 0  | Pro Cisterna (LAZ) | 3 – 0  | 1 – 0   |
| (LAZ) Lodigiani  | 1 – 0  | Massese (TOS)      | 1 – 0  | 0 – 0   |

## Finale
Alla finale giungono la Lodigiani (che milita nel girone G dell'Interregionale) e la Cuoiopelli (girone E).
| Arbitro: | Iori (Parma) |

| |            | |
| Sordi 87’ (aut.) | Marcatori  | |
| · D'Auria · 70’ Ceci · Gabrieli · Rastelli · Paolucci · Cini · Lana · Paparusso · Curini · Di Pietropaolo · 74’ Casale · A disposizione: · 70’ D'Elia · 74’ Nardillo | Formazioni | · Rossi · Sordi · Deidda · Sangregorio · Dainese · Scagli · Donati · Benedetti · Saffi 50’ · Del Carlo · Poli · A disposizione: · Gerosa 50’ |
| Attardi | Allenatori | Nencetti |